# 三重県医師会
公益社団法人三重県医師会（こうえきしゃだんほうじん みえけんいしかい、英称 Mie Medical Association）は、三重県知事所管の三重県の医師を会員とする公益法人。

## 郡市医師会
- 桑名医師会 〒511-0835　桑名市本願寺市之縄262-1
- いなべ医師会 〒511-0428　いなべ市北勢町阿下喜771　いなべ総合病院内
- 四日市医師会 〒510-0087　四日市市西新地14-20
- 鈴鹿市医師会 〒513-0869　鈴鹿市五条5丁目118-4
- 亀山医師会 〒519-0116　亀山市本町2丁目6-19
- 津地区医師会 〒514-0002　津市島崎町97番1
- 久居一志地区医師会 〒514-1135　津市久居本町1400番2
- 松阪地区医師会 〒515-0076　松阪市白粉町363
- 伊勢地区医師会 〒516-0035　伊勢市勢田町613-12
- 志摩医師会 〒517-0501　志摩市阿児町鵜方2548-2
- 紀北医師会 〒519-3653　尾鷲市上野町5-25
- 紀南医師会 〒519-4324　熊野市井戸町750-1　熊野市社会福祉センター内
- 伊賀医師会 〒518-0823　伊賀市四十九町1929-42
- 名賀医師会 〒518-0721　名張市朝日町1361-4